# АЕС Джайтапур
Атомна електростанція Джайтапур це запропонована атомна електростанція в Індії. У разі будівництва це буде найбільша атомна електростанція у світі за чистою генеруючою потужністю 9900 МВт з реакторами EPR. Енергетичний проєкт запропоновано Корпорацією ядерної енергії Індії (NPCIL) і буде побудовано в селі Мадбан району Ратнагірі в Махараштрі.
6 грудня 2010 року в присутності президента Франції Ніколя Саркозі та прем'єр-міністра Індії Манмохана Сінгха було підписано угоду про будівництво першої серії з двох європейських реакторів під тиском третього покоління та постачання ядерного палива на 25 років. Французька державна ядерна інженерна компанія Areva S.A. та індійська державна ядерна компанія Nuclear Power Corporation of India підписали угоду на суму близько 9,3 мільярда доларів. Це загальна рамкова угода, яка була підписана разом із угодою про «Захист конфіденційності технічних даних та інформації, що стосується ядерно-енергетичної корпорації при використанні ядерної енергії в мирних цілях». Очікувалося, що будівництво станції розпочнеться наприкінці 2018 року. Станом на червень 2019 року офіційні особи NPCIL не могли назвати часові рамки, коли станція у Джайтапурі почне працювати.
У квітні 2021 року EDF надіслав NPCIL обов’язкову техніко-комерційну пропозицію та сподівався досягти обов’язкової рамкової угоди «найближчими місяцями».

## Інформація про реактори
| Реактор     | Тип реактора | Продуктивність | Продуктивність | Початок будівництва | Підключення до мережі | Введення в експлуатацію | Закриття |
| Реактор     | Тип реактора | Нетто          | Брутто         | Початок будівництва | Підключення до мережі | Введення в експлуатацію | Закриття |
| ----------- | ------------ | -------------- | -------------- | ------------------- | --------------------- | ----------------------- | -------- |
| Джайтапур-1 | EPR          | 1600 МВт       | 1650 МВт       |                     |                       |                         |          |
| Джайтапур-2 | EPR          | 1600 МВт       | 1650 МВт       |                     |                       |                         |          |
| Джайтапур-3 | EPR          | 1600 МВт       | 1650 МВт       |                     |                       |                         |          |
| Джайтапур-4 | EPR          | 1600 МВт       | 1650 МВт       |                     |                       |                         |          |
| Джайтапур-5 | EPR          | 1600 МВт       | 1650 МВт       |                     |                       |                         |          |
| Джайтапур-6 | EPR          | 1600 МВт       | 1650 МВт       |                     |                       |                         |          |